# 萬田久子
萬田 久子（まんだ ひさこ、1958年〈昭和33年〉4月13日 - ）は､ 日本の女優。
オフィス萬田所属。デビュー当初は、万田 久子と表記されることが多かった。身長167センチメートル（cm）、体重47キログラム（kg）、B83、W59、H87 cm（1981年）。大阪府大阪市大正区出身。

## 略歴
大阪府立港高等学校、帝塚山短期大学卒業。
短大在学中の1978年（昭和53年）にミス・ユニバース日本代表に選出された。同年7月、メキシコのアカプルコで行われたミス・ユニバース世界大会に出場したが、同大会では無冠だった。
翌年上京し、タレント活動を開始した。当初は本名ではなく「道頓堀 心子（心斎橋の“心”）」という芸名を付けようと事務所の先輩に言われていたが、芸名が決まる前の1980年（昭和55年）にテレビドラマ 『なっちゃんの写真館』（NHK）への出演が決まり、本名のままで女優としてデビューした。
1981年の『夏の別れ』では大胆なヌードシーンを披露し、話題を集めた。
佐々木力（後にリンク・セオリー・ジャパンの社長兼CEO、ファーストリテイリンググループ上席執行役員を歴任）と事実婚を貫いたが、2011年8月9日、佐々木がスキルス性胃がんにより60歳で死去。葬儀の喪主を務める為、当時金曜レギュラーを務めていた『笑っていいとも!』(8月12日放送分)を欠席。その後、9月末をもって番組を降板した。
佐々木の生前、東京・自由が丘の住居を建て替えしようとしていたが、地中熱システムを導入するための軟弱地盤に対するボーリング工事に伴う騒音問題などにより、住民側が区に直訴をしたため工事中断に追い込まれた。それでも建築を強行しようとした矢先に佐々木が死去したため、更地のまま残された。

## 人物
- 2015年に放送された「マツコの知らない世界」にて、自らのコンプレックスは鼻が低いことであると明かしている[8]。
- サスペンス系から家庭の主婦、時代劇まで幅広い役どころをこなし、主にテレビドラマを舞台に長く人気を維持している。若いころはスレンダーな体形とロングヘアーで男性ファンに人気を博した[1]。

## 出演

### テレビドラマ

#### NHK
- 連続テレビ小説（総合）
  - なっちゃんの写真館（1980年） - 武部京子 役
  - ぴあの（1994年） - 桜井美鈴 役
  - すずらん（1999年） - 中村幸子 役
  - あさが来た（2015年） - 眉山菊 役
- 土曜ドラマ（総合）
  - 君はまだ歌っているか（1981年） - 客 役
  - スズキさんの休息と遍歴（1997年）
- 銀河テレビ小説（総合）
  - 女の日時計（1981年） - 恵子 役
- 大河ドラマ（総合）
  - 徳川家康（1983年） - おみつ 役
  - 翔ぶが如く（1990年） - お房 役
  - 義経（2005年） - あかね 役
  - 天地人（2009年） - お万 役
- 宝引の辰捕者帳（1995年、総合） - お柳 役
- ハート　heart/hurt（2001年、総合） - 須藤美佐子 役
- 浪花の華〜緒方洪庵事件帳〜（2009年1月 - 3月、総合） - お定 役
- さよなら、アルマ（2010年、総合） - 立原登美子 役
- 薄桜記（2012年、BSP） - 吉良富子 役
- 小暮写眞館（2013年、BSP） - 石川（小暮）信子 役
- 大岡越前（2013年、BSP） - おしん 役
- 桜ほうさら（2014年、総合） - かなえ 役
- 銀二貫（2014年、総合） - お和歌 役
- そこをなんとか2（2014年、BSP） - 片岡光子 役
- 鳴門秘帖（2018年、総合） - お久良 役
- 盤上のアルファ（2019年、総合） - 秋葉美智子 役
- 定年オヤジ改造計画（2022年、BSP・BS4K） - 冴子（パリ子） 役[9][10]
- あきない世傳 金と銀（BS・BSP4K） - お勢 役
  - あきない世傳 金と銀（2023年12月8日 - 2024年2月2日）
  - あきない世傳 金と銀2（2025年4月6日 - 5月25日）[11][12]
  - あきない世傳 金と銀3（2026年春〈予定〉 - ）[13]

#### 日本テレビ系
- 愛が憎しみに変わるとき（1980年）
- 木曜ゴールデンドラマ 「松本清張の強き蟻」（1981年、よみうりテレビ）
- 刑事物語'85（1985年） - 石川澄子 役
- 太陽にほえろ!（東宝）
  - 第702話「教室」（1986年） - 瀬川律子 役
- 明日はアタシの風が吹く（1989年）
- 火曜サスペンス劇場
  - 「ある少女の犯罪　私は女!!」（1985年8月13日）
  - 「歌姫マリアの危険なツアー」（1987年）
  - 「長い導火線」（1992年2月）
- さむらい探偵事件簿（1996年 - 1997年） - 山風堂涼花 役
- 心療内科医・涼子（1997年、よみうりテレビ） - 坂下直子 役
- P.A.（1998年） - 永沢さゆり 役
- 松本清張スペシャル・指（2006年） - 生方恒子 役
- 課長島耕作 （2008年6月） - 大町愛子 役
- 読売テレビ開局60年記念スペシャルドラマ 天才を育てた女房（2018年2月23日、読売テレビ） - 北村みよし 役

#### TBS系
- 淋しいのはお前だけじゃない（1982年） - 小川妙子（芳澤みなと）役
- 夏に恋する女たち（1983年） - 加賀律子 役
- 誰かが私を愛してる (1983年のテレビドラマ)（1983年） - 森村暎子 役
- 金田一耕助の傑作推理（1986年、毎日放送） - 上野里枝 役
- 西田敏行の泣いてたまるか（1986年）
- おかみ三代女の戦い（1995年） - 久松江里子 役
- パパ・サヴァイバル（1995年） - 星野菜穂子 役
- 嫁はミツボシ。（2001年） - 武田小夜子 役
- コスメの魔法（2004年 - 2005年） - 高樹礼子 役
- 赤い奇跡（2006年） - 関口百合子 役
- 松本清張生誕100年記念スペシャルドラマ 火と汐（2009年） - 熊代冬実 役
- 月曜ドラマスペシャル
  - 「タクシードライバー咲坂都」（1996年） - 咲坂都 役
  - 「痛快!バツイチ・トリオ 女だけの便利屋事件簿」（1998年 - 1999年） - 早川京子 役
  - 「検視官江夏冬子」（1997年 - 2001年） - 江夏冬子 役
- 月曜ゴールデン
  - 「湯けむりバスツアー 桜庭さやかの事件簿」（2009年 - 2016年） - 桜庭さやか 役
  - 「ツインズ〜早乙女兄弟の推理日誌〜」（2014年） - 島野雪江 役
  - 「SP 八剱貴志」（2015年8月） - 吉峰佐和子 役
- 向田邦子生誕八十年記念スペシャル「母の贈物」（2009年） - 浅倉伸江 役
- 美男ですね（2011年） - 水沢麗子 役
- ステップファザー・ステップ（2012年） - 矢城久子 役

#### フジテレビ系
- 大奥（1984年、関西テレビ） - 筒巳 役
- 地獄の左門十手無頼帖 「声を盗まれた娘」（1984年） - おしま 役
- 心はロンリー気持ちは「…」（1985年） - 薫 役
- 夏樹静子サスペンス「燃えがらの証」（1987年、関西テレビ）
- あそびにおいでョ!（1988年7月 - 9月）
- 鬼平犯科帳 第2話「本所・櫻屋敷」（1989年） - おひさ 役
- 妻たちの劇場「昔みたい」（1991年、東映）
- もう涙は見せない（1993年） - 喜多嶋佳代 役
- 白の条件（1994年、関西テレビ） - 三上涼子 役
- 総務課長戦場を行く!（1994年）
- 隠密奉行朝比奈（1998年 - 1999年） - りん 役
- 大奥〜華の乱〜（2005年） - 阿久里 役
- 危険なアネキ（2005年） - 広瀬容子 役
- 金曜エンタティメント
  - 「鍵師1」（1993年） - 水谷幸枝 役
  - 「ざけんなョ!!7・主婦が綺麗で何故悪い!」 - 大森夏子 役
  - 「OL三人旅シリーズ」 - 浅川裕子（スチュワーデス） 役
  - 「松本清張スペシャル・霧の旗」（1997年） - 河野径子 役
  - 「宝石調査員 九条薫 備前～倉敷・サファイア連続殺人事件」（2000年） - 九条薫 役
  - 「十津川警部夫人の旅情殺人推理」（2003年 - 2005年） - 十津川直子 役
- 花ざかりの君たちへ〜イケメン♂パラダイス〜卒業式&7と1/2話スペシャル（2008年） - 中津かの子 役
- 新・ミナミの帝王（2010年） - 伊賀さつき 役
- リッチマン、プアウーマン（2012年） - 澤木千尋 役
- 最後から二番目の恋 2012秋（2012年） - 向坂緑子 役
- ブラック・プレジデント（2014年） - 篠崎佳代子 役
- 金曜プレミアム 「船越英一郎殺人事件」（2018年） - 萬田久子（本人役）
- 元彼の遺言状（2022年）- 森川真梨子 役[14]
- グランマの憂鬱（2023年） - 主演・百目鬼ミキ 役[15]
- 婚活1000本ノック 第4話・最終話（2024年） - 大池サツキ 役[16]
- 北くんがかわいすぎて手に余るので、3人でシェアすることにしました。（2025年） - 有島絹子 役[17]

#### テレビ朝日系
- 西部警察 第15話「さらば愛しき女」（1980年） - 葛西ゆうこ  役
- 松本清張の黒革の手帖（1982年） - 山田波子 役
- 必殺仕事人V 第8話「加代、モグラ男夫婦にあてつけられる」（1985年、朝日放送） - お絹 役
- 必殺橋掛人（1985年、朝日放送） - おくら 役
- 将軍家光忍び旅（1990年 - 1993年） - お蔦 役
- セールスレディは何を見た（1993年） - 今井玉美 役
- 風の刑事・東京発!（1995年10月 - 1996年3月） - 神高直子 役
- 藤沢周平の用心棒日月抄（1997年） - 世津 役
- 八丁堀の七人（2001年 - 2006年） - 水原弥生 役
- 忠臣蔵（2004年） - なみ 役
- 遠山の金さん（2007年） - おまき 役
- その男、副署長（2007年 - 2009年） - 藤原あきら署長 役
- 女帝 薫子（2010年） - 真紀ママ 役
- 第10回文芸社ドラマスペシャル 「あの海を忘れない〜若年性アルツハイマー病を支えて〜」（2011年） - 境睦美 役
- 不機嫌な果実（2016年） - 水越綾子 役[18]
- 特殊犯罪課・花島渉（2017年 - ） - 花島祐美恵 役
- あなたには渡さない（2018年） - 吉岡鶴代 役
- 警視庁・捜査一課長（2019年） - 姫原千尋 役
- 松本清張ドラマスペシャル 疑惑（2019年） - 大貫由紀 役[19]
- 七人の秘書（2020年） - 南勝子 役[20][21]
- 土曜ワイド劇場
  - 「京都殺人案内」（1983年 - 2010年、朝日放送） - 音川洋子 役
  - 「江戸川乱歩の美女シリーズ」（1984年） - 北見佳子 役
  - 「松本清張サスペンス・黒い空」（1990年）
  - 「スリ三姉妹シリーズ」（1998年 - 2000年、朝日放送） - 花吹雪星江 役
  - 「警視庁女性捜査班」（1999年 - 2003年） - 坂本絵里子 役
  - 「眼科医 小室瞳の推理カルテ」（2001年 - 2002年、朝日放送） - 小室瞳 役
  - 「×イチ女刑事 ONNA-DEKA 白い恐怖!」（2005年6月18日） - 浅岡みなみ 役
  - 「ミステリー作家・六波羅一輝の推理 白骨の語り部」（2010年、朝日放送）
  - 「天才刑事・野呂盆六」（2013年、朝日放送） - 朝生斗馬子 役
  - 「犯罪心理学教授・兼坂守の捜査ファイル」（2014年、朝日放送） - 波多野裕子 役
- ドクターX〜外科医・大門未知子〜（2021年） - 南勝子 役[22]
- 家政夫のミタゾノ 第5シリーズ 最終話（2022年6月10日）- 堀之内花子 役
- 素晴らしき哉、先生!（2024年） - 山城陽子 役[23]

#### テレビ東京系
- 隠密・奥の細道（1988年10月 - 1989年3月、G・カンパニー） - お蝶 役
- 青春の門（1991年） - 梓旗江 役
- 喧嘩屋右近（1992年 - 1993年、松竹） - お弦 役
- 徳川剣豪伝 それからの武蔵（1996年）
- 赤西蛎太 伊達騒動醜男と美女の純愛（1999年） - 小磯 役
- 松本清張特別企画・わるいやつら（2001年） - 槇村隆子 役
- 顔のない女　エンバーマー　村上美弥子（2001年） - 村上美弥子 役
- 女と愛とミステリー「主婦探偵・河原綾子のぞき見事件簿」（2001年12月19日） - 河原綾子 役
- 忠臣蔵 瑤泉院の陰謀（2007年） - 正親町町子 役
- お江戸吉原事件帖（2007年） - おこう（孔雀） 役
- 忠臣蔵〜その義その愛（2012年） - りく 役
- 三匹のおっさん〜正義の味方、見参!!〜（2014年） - 山野満佐子 役
- 水曜ミステリー9（テレビ東京）
  - 内田康夫サスペンス
    - 多摩湖畔殺人事件（2012年7月18日） - 藤原敦子 役
    - 鬼刑事と車椅子の少女 ドクターブライダル（2013年5月22日） - 藤原敦子 役
- 信長燃ゆ（2016年） - 上臈の局 役[24]

#### WOWOW
- 罪と罰 A Falsified Romance（2012年） - 裁好美 役

### 映画
- 帰ってきた若大将（1981年） - うらら（秘書） 役
- 夏の別れ（1981年） - 磯村響子 役
- エル・オー・ヴィ・愛・N・G（1983年）
- Mishima: A Life In Four Chapters（1985年）
- Apartment Fantasy めぞん一刻（1986年）
- 夜汽車（1987年）
- 悲しきヒットマン（1989年）
- 家族輪舞曲（1989年） - ママ 役
- 略奪愛 - 白石由美 役（1991年）
- フィレンツェの風に抱かれて（1991年）
- 集団左遷（1994年） - 原俊子 役
- サラリーマン専科 単身赴任（1996年）
- 八つ墓村（1996年） - 田治見春代 役
- パラサイト・イヴ（1997年） - 小田切悦子 役
- すずらん（2000年）
- 老親（2000年）
- 風のダドゥ（2006年） - 浅野亜紀子 役
- 犬神家の一族[1]（2006年） - 犬神梅子 役
- 旭山動物園物語 ペンギンが空をとぶ（2009年） - 平賀鳩子（新市長） 役
- 心中天使（2011年） - アイの母親 役
- 夜明けの街で（2011年） - 浜崎妙子 役
- 太秦ライムライト（2014年） - 田村美鶴 役
- 龍三と七人の子分たち（2015年4月25日）
- 鳩のごとく 蛇のごとく 斜陽（2022年11月4日） - 小料理屋 千鳥の女将 役 [25]

### 舞台
- 隠れ菊（1998年、芸術座） - 矢萩多衣 役
- 大阪純情物語（2003年、新歌舞伎座）
- 舞い降りた天使（2003年、芸術座） - 和山 椿 役
- コシノものがたり（2005年、明治座） - コシノジュンコ 役
- 京都都大路　謎の花くらべ（2006年、南座） - 検屍官・江夏冬子 役
- 黒革の手帖（2009年、明治座） - 岩村叡子 役
- 日本昔ばなし 太宰治作品 お伽草紙より 舞台版『舌切雀』（2024年、ヒューリックホール東京） - おばあさん 役[26]

### 吹き替え
- デスパレートな妻たち - スーザン・メイヤー 役

### バラエティ
- ズバリ！天気予報!（1980年10月 - 12月、テレビ朝日） - ウェザー・ギャル
- 小川宏のなんでもカンでも!（フジテレビ） - 前期の時に出演
- クイズ!!ひらめきパスワード（1986年4月 - 1987年1月、毎日放送）- 女性軍初代2枠レギュラー解答者
- ボキャブラ天国（フジテレビ） - ボキャブラマのコーナー
- 和風総本家（2008年4月 - 2020年3月、テレビ大阪制作・テレビ東京系） - レギュラー解答者。単発時代から出演。
- テレビでイタリア語（2010年3月29日 - 9月21日、2011年9月26日 - 2012年3月、NHK教育） - ナビゲーター
- 笑っていいとも!（2011年4月 - 9月、フジテレビ） - 金曜日レギュラー
- 火曜サプライズ（日本テレビ） - 「SURPRISE AND THE CITY」の コーナー

### CM
- マイまくら全身測定機
- 資生堂 夏の化粧品デー（1980年）
- 象印マホービン 炊飯ジャー「いろいろ炊ける」
- ハーバー研究所
- GOLF5
- カナフレックスコーポレーション
- 東建コーポレーション
- KDDI 「auの庭で。まとめる篇」
- モンスターストライク「『幽☆遊☆白書』コラボ企画」（2017年）[27]

### MV
- JUJU「ラヴ・イズ・オーヴァー」（2016年）[28]

### 配信ドラマ
- フクロウと呼ばれた男（2024年4月24日 - 5月8日、Disney+）- 大神杏子 役[29]

## ディスコグラフィー

### シングル
- 愛のオーロラ（1981）

作詞：三浦徳子／作曲：安川ひろし／編曲：安川ひろし
（c/w　夏の別れ）

### アルバム
- 夏の別れ（1981）

## 著書
- 萬田流（2003年4月、幻冬舎）ISBN 978-4344003224
- 萬田ルールズ（2011年6月17日、朝日新聞出版）ISBN 978-4022508416

## 受賞歴
- ミス・ユニバース（1978年） - 日本代表
- ベストドレッサー賞（1986年） - 女性部門
- ネイルクイーン2013（2013年） - 協会特別賞
- パーカッシオ美脚大賞（2014年） - オーバーフォーティー部門